# Cetatea Sfânta Elisabeta din Kropîvnîțkîi
Cetatea „Sfânta Elisabeta” (în ucraineană Фортеця Св. Єлисавети, transliterat: Fortețea Sv. Elisavetî), cunoscută și sub denumirea de „Meterezele de pământ” în rândul localnicilor, este o fostă cetate de pământ în orașul Kropîvnîțkîi, centrul geografic al Ucrainei. Această clădire este unică prin faptul că nu există mai mult de zece fortărețe de acest tip în Europa.

## Istoric

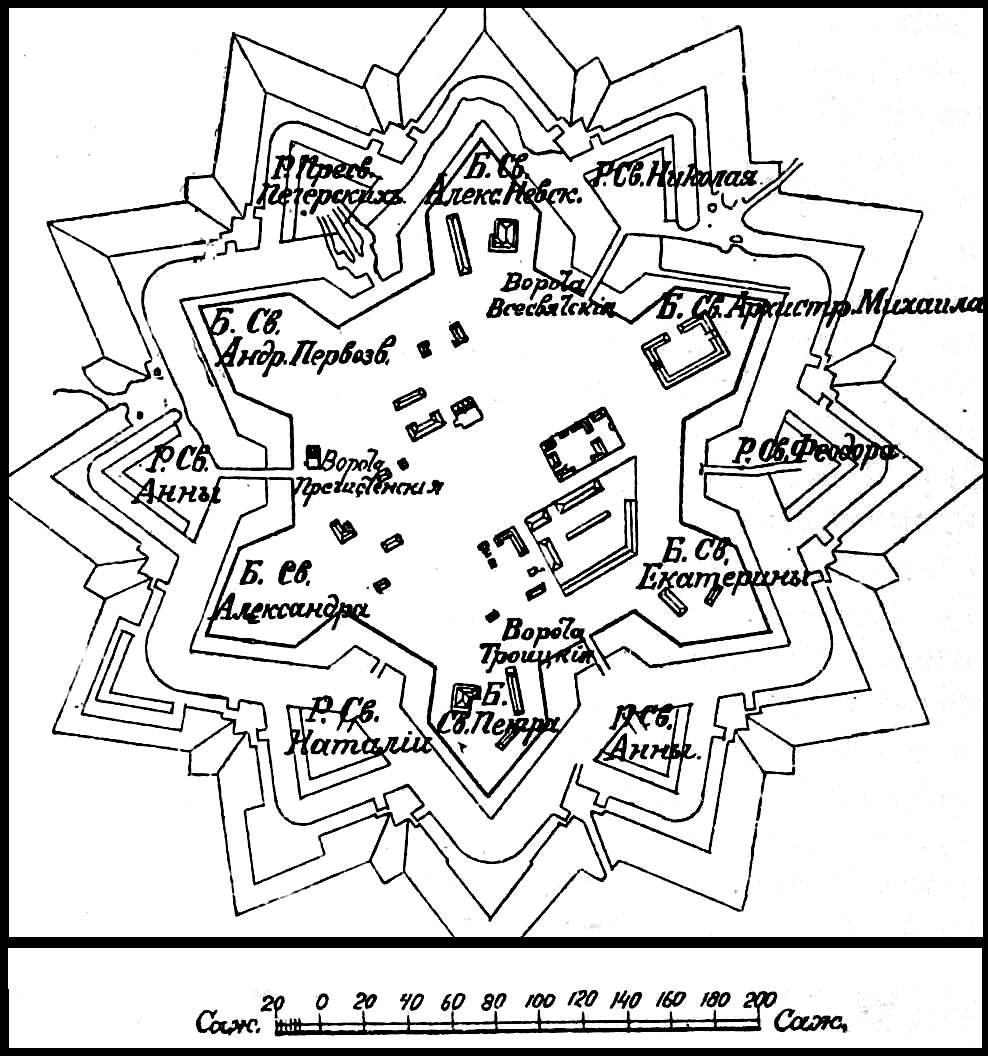
Plan-schemă

Stema orașului

După formarea Noii Serbii pe pământurile cazacilor ucraineni, cetatea a fost creată pentru a proteja teritoriile coloniștilor sârbi de raidurile tătarilor. Cetatea „Sf. Elisabeta” a fost construită conform decretului Senatului, care a creat și Noua Serbie. Decretul a fost semnat de împărăteasa Elisabeta la 4 ianuarie 1752. Pe baza decretului, colonelului Ivan Horvat a primit un certificat de recunoștință, iar Ivan Glebov a primit o instrucțiune. 
Regimentul de cazaci ucraineni Hadeaci-Mîrhorod (1.390 de oameni) a sosit pentru a construi cetatea și a finalizat lucrările principale în patru luni: din iunie până în octombrie 1754. În timpul lucrărilor, 72 de ucraineni au murit, 233 s-au îmbolnăvit, iar 855 au fugit în Siciul.
Cetatea „Sf. Elisabeta” a luat parte la ostilități o singură dată. Acest lucru s-a întâmplat în timpul războiului ruso-turc (1768–1774), a cărui prima campanie a început în 1769 odată cu invazia hanului Crimeea Kirim Ghirai în Ucraina. Pe 4 ianuarie, armata turco-tătară condusă de el, de 70.000 de oameni, a trecut granița și pe 7 ianuarie s-a oprit în apropierea gării. Cetatea elisabetană, în care se ascundea generalul Isakov cu garnizoana și locuitorii locali. Crimeii au jefuit satele din jur și au înrobit locuitorii locali, dar apărătorii orașului au respins cu succes atacurile tătarilor și au alungat invadatorii. Aceasta a fost ultima campanie a tătarilor din Crimeea în Ucraina.

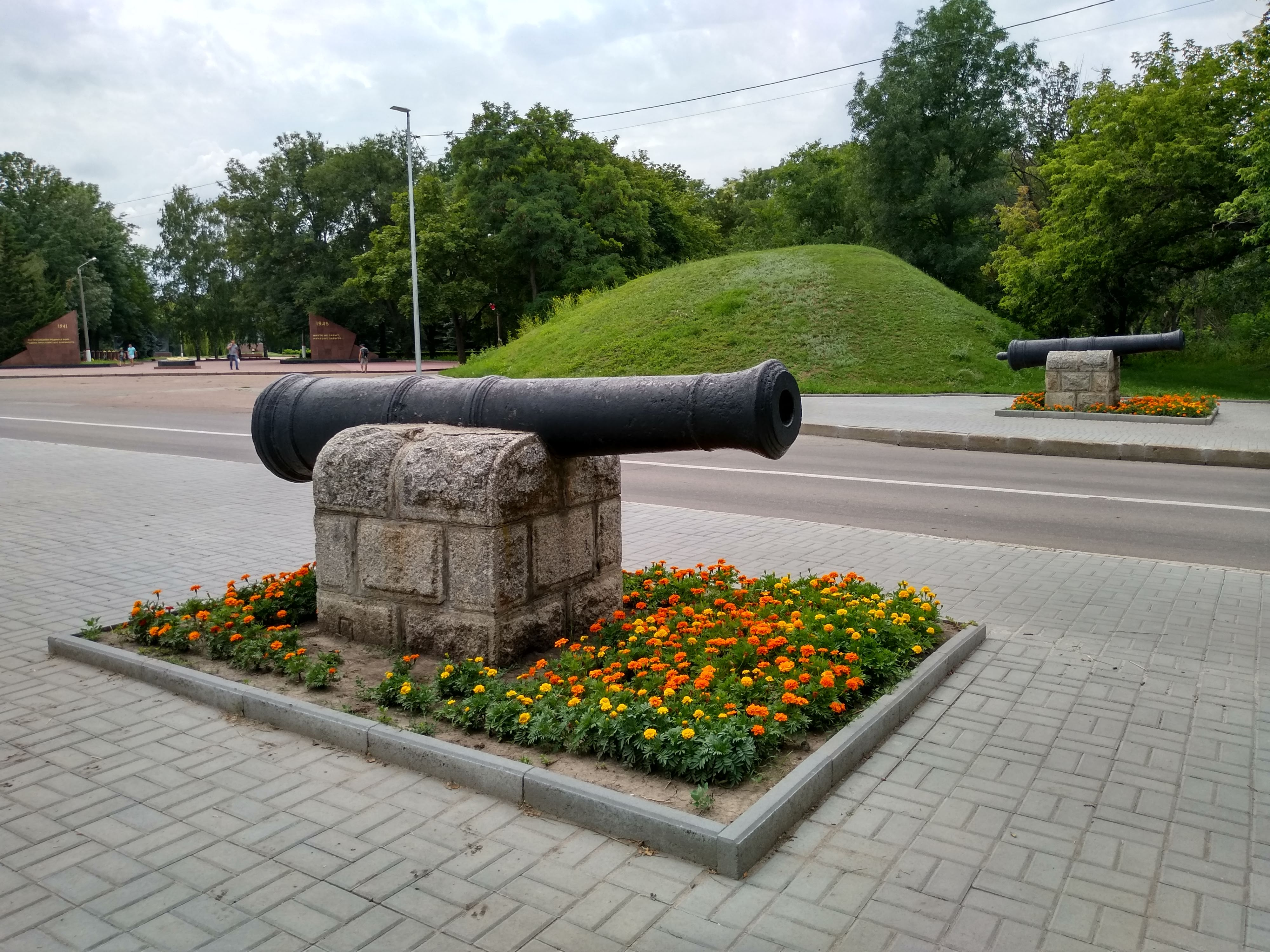
Tun la intrarea în fosta poartă principală

Din 1775, cetatea „Sf. Elisabeta” și-a pierdut în cele din urmă semnificația defensivă. În 1784, cetatea a fost lichidată, iar toată artileria a fost transportată la Herson. Treptat, de-a lungul mai multor ani, cetatea a fost dezarmată. În 1794, aici erau încă depozitate 162 de tunuri, care au servit 277 de trăgători. Tunurile și proviziile de artilerie au fost exportate în orașele de graniță, în principal în Herson. În aprilie 1795, cinci tunuri au fost trimise la Novomîrhorod. Doar două tunuri au supraviețuit în fosta cetate - sunt instalate pe socluri de piatră la intrarea din fosta poartă principală.
Anularea completă a statutului cetății a avut loc la 15 martie 1805. Garnizoana a fost desființată, dar cazarma a adăpostit un batalion (trei companii) timp de mulți ani.
Conturul cetății a devenit emblema orașului.

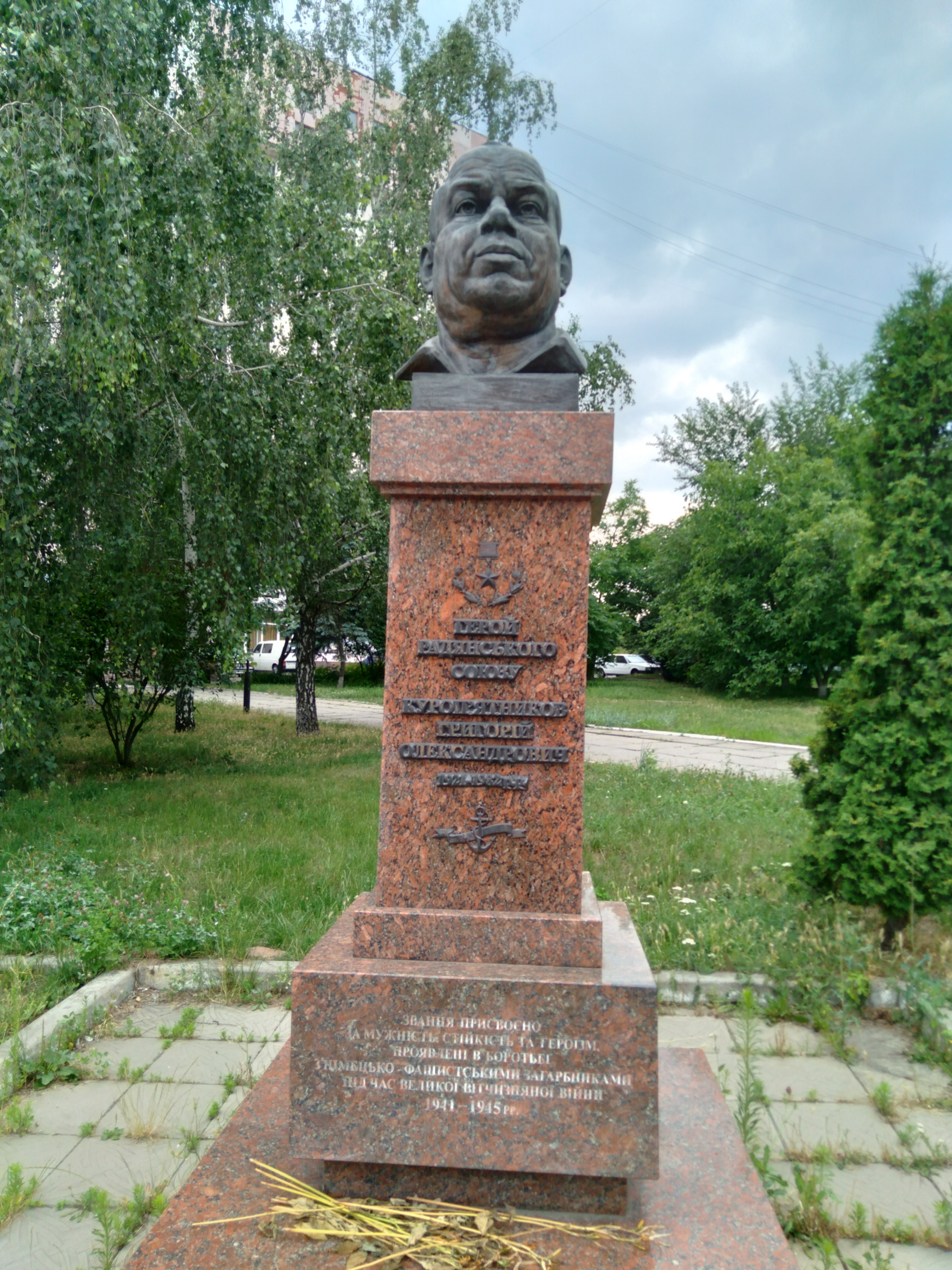
Monumentul lui Grigori Kuropeatnikov (1921–1982)

Pe teritoriul fostei cetăți există complexe memoriale dedicate eroilor celui de-al doilea război mondial și războiul ruso-ucrainean (2014-). Tot în 2016, a fost înființat un memorial pentru victimele Holodomorului (orașul a pierdut 2.238 de locuitori în 1932–1933).